# Miagrammopes rubripes
Miagrammopes rubripes là một loài nhện trong họ Uloboridae.
Loài này thuộc chi Miagrammopes. Miagrammopes rubripes được Cândido Firmino de Mello-Leitão miêu tả năm 1949.